# 33 Virginis
33 Virginis är en gul stjärna i Jungfruns stjärnbild.
Stjärnan har visuell magnitud +5,65 och är synlig för blotta ögat vid god seeing. Den befinner sig på ett avstånd av ungefär 150 ljusår.